# Viêm nội tâm mạc Libman-Sacks
Viêm nội tâm mạc Libman–Sacks (thường đọc nhầm thành Libmann–Sachs) là một dạng của viêm nội tâm mạc không nhiễm khuẩn thường đi kèm với lupus ban đỏ hệ thống. Đây là một trong những biểu hiện liên quan đến tim phổ biến nhất của lupus (phổ biến nhất là viêm màng ngoài tim – viêm của túi xơ bao quanh tim).
Bệnh được mô tả đầu tiên bởi Emanuel Libman và Benjamin Sacks tại Bệnh viện Mount Sinai ở New York năm 1924. Mối liên quan giữa viêm nội tâm mạc Libman–Sacks và hội chứng kháng phospholipid được chú ý đầu tiên vào năm 1985.

## Dấu hiệu và triệu chứng
Các vết sùi thường nhỏ và tạo thành từ các sợi fibrin, bạch cầu trung tính, bạch cầu lympho, và các tế bào mô. Van hai lá thường bị ảnh hưởng, và vết sùi xảy ra ở bề mặt thất và nhĩ của van. Tổn thương Libman–Sacks rất hiếm khi sản sinh ra rối loạn chức năng van đáng kể và tổn thương cũng ít khi gây tắc. Tuy nhiên, có dữ liệu đề xuất mối liên hệ giữa viêm nội tâm mạc Libman–Sacks và nguy cơ cao với bệnh thuyên tắc mạch máu não ở người bị lupus ban đỏ hệ thống (SLE).

## Bệnh học
Bệnh học giống với viêm nội tâm mạc không nhiễm khuẩn trừ hoại tử đầu chi với thể hematoxylin chỉ có thể tìm thấy ở viêm nội tâm mạc Libman–Sacks.

## Điều trị
Điều trị có thể bao gồm:
1.Warfarin
2.Kháng sinh
3.Corticosteroids 